# Горы (Приозерский район)
Горы (до 1948 года Пийсконмяки, фин. Piiskonmäki) — посёлок в Мельниковском сельском поселении Приозерского района Ленинградской области.

## Название
По постановлению общего собрания колхозников колхоза «имени Тельмана» зимой 1948 года селение Пийсконмяки получила наименование Горка. Это переименование было закреплено указом Президиума ВС РСФСР от 13 января 1949 года.

## История

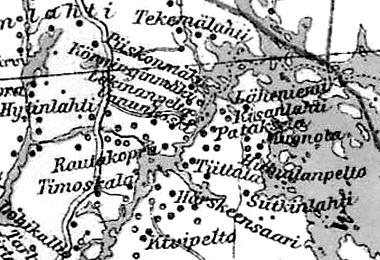
Селение Пийсконмяки на финской карте 1923 года

До 1939 года селение Пийсконмяки входило в состав деревни Уннункоски волости Ряйсяля Выборгской губернии Финляндской республики.
С 1 января 1940 года — в составе Карело-Финской ССР.
С 1 августа 1941 года по 31 июля 1944 года — финская оккупация.
1 ноября 1944 года — деревня Пийсконмяки включена в состав Ряйсяльского сельсовета Кексгольмского района Ленинградской области.
С 1 октября 1948 года в составе Мельниковского сельсовета.
С 13 января 1949 года деревня Пийсконмяки переименована в посёлок Горка. В ходе укрупнения хозяйства к нему были присоединены соседние селения Лампила, Кунингинмяки, Кауппусенмяки, Уннункоски и Паксумяки. С 1 октября 1949 года он учитывается, как посёлок Горы в составе Мельниковского сельсовета Приозерского района.
С 1 февраля 1963 года — в составе Выборгского района.
С 1 января 1965 года — вновь в составе Приозерского района. В 1965 году население посёлка составляло 215 человек.
По данным 1966, 1973 и 1990 годов посёлок Горы входил в состав Мельниковского сельсовета.
В 1997 году в посёлке Горы Мельниковской волости проживали 45 человек, в 2002 году — 52 человека (русские — 82 %).
В 2007 году в посёлке Горы Мельниковского СП проживал 41 человек, в 2010 году — 54 человека.

## География
Посёлок расположен в северной части района на автодороге 41К-753 (подъезд к дер. Горы).
Расстояние до административного центра поселения — 12 км.
Расстояние до ближайшей железнодорожной станции Мюллюпельто — 23 км.
Посёлок находится на обоих берегах реки Вуокса.

## Население
| 2007 | 2010 | 2017 |
| ---- | ---- | ---- |
| 41   | ↗54  | ↘34  |

## Инфраструктура
В посёлке находится база отдыха Политехнического института.

## Фото

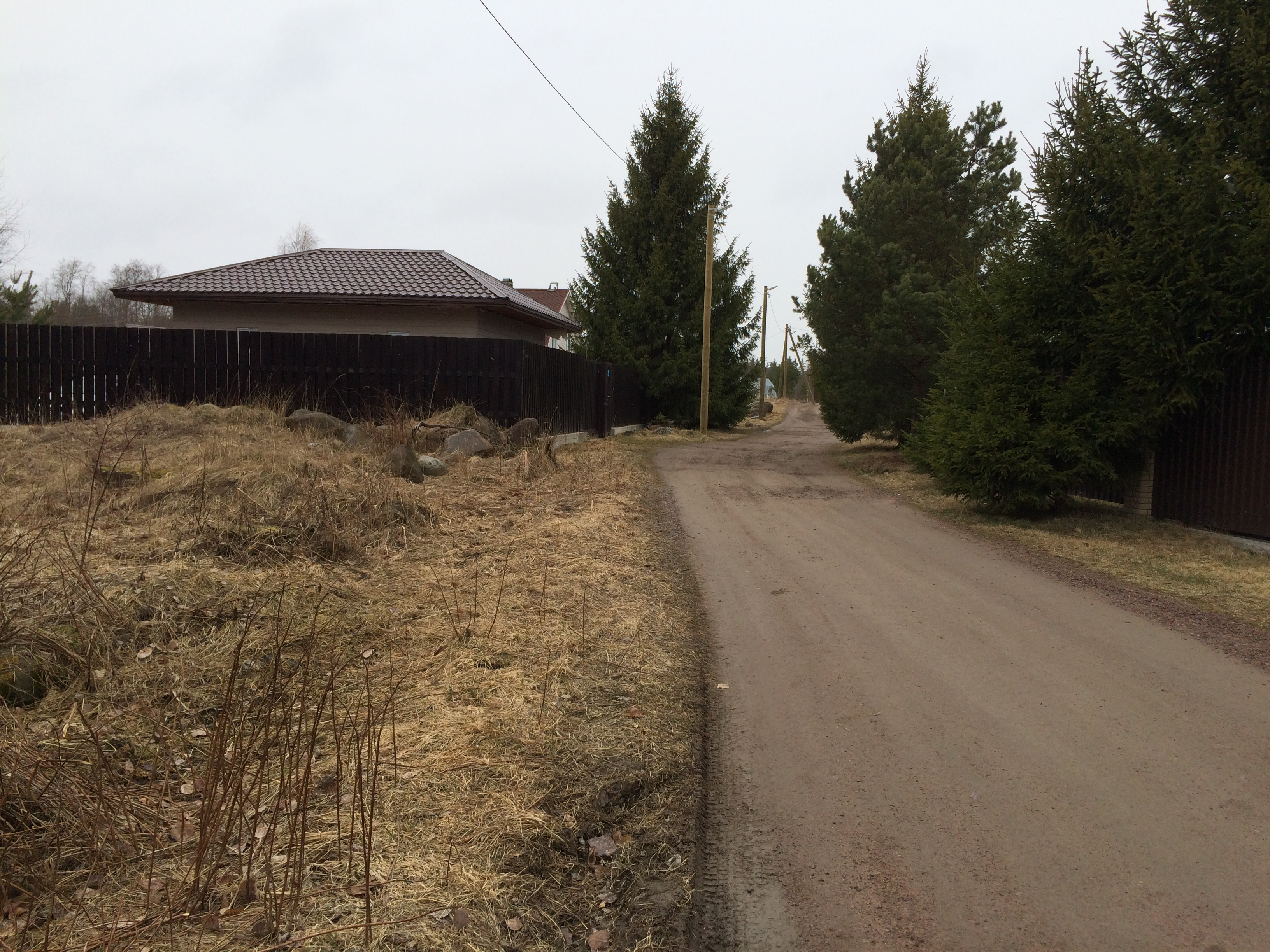
Деревня Горы. 2020 год

## Улицы
Дальняя, Дачная, Ключевая, Лесная, Луговая, Озёрная, Полевая, Прибрежная, Сосновая, Центральная.